# 安东都护府

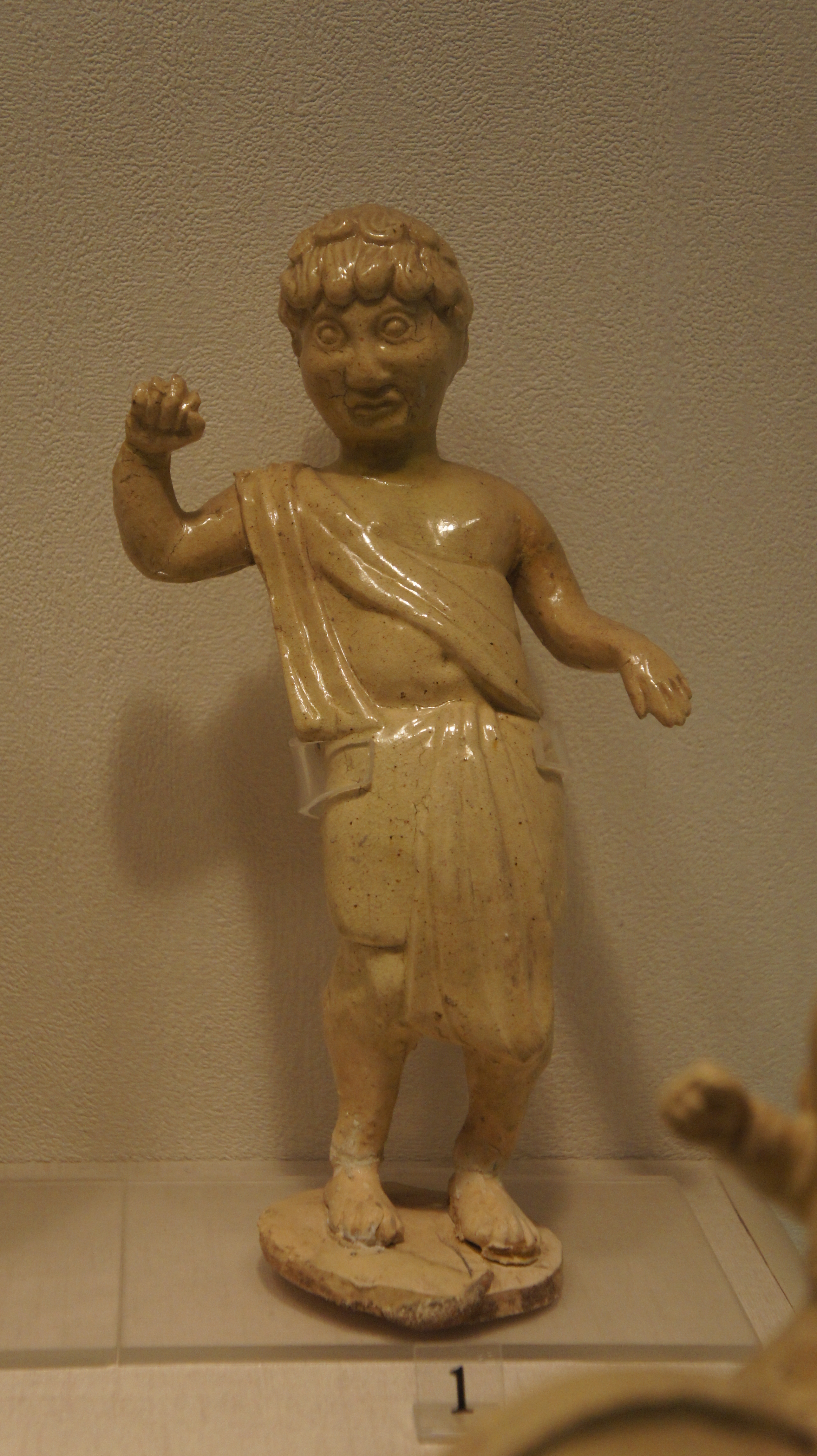
唐代营州地区出土的外国人俑

安东都护府（朝鮮語：안동 도호부）原为唐朝和新罗联军在攻灭高句丽之后，建立的管理高句丽故地的机构。旧时的管理机构设在平壤，管辖范围包括今天的朝鲜半岛北部和中国东北地区南部，南界新罗，北邻靺鞨。罗唐战争期间，安东都护府治所从平壤搬到辽东半岛，成为唐朝管理辽东等地的一个军政机构。
唐高宗总章元年（668年）九月，唐朝攻灭高句丽后，置安东都护府于平壤城。轄區最大至鸭绿江下游两岸及辽河以东地区。不过由于罗唐战争期间新罗的不断蚕食，唐朝放弃大同江以南高句丽旧地，676年都护府驻地迁移到辽东城（今辽阳），因唐朝无法管制其故地，故任命宝藏王“辽东州都督朝鲜王”让他管理辽东州都督府。不过宝藏王却联合原高句丽北疆境外的附庸——粟末靺鞨人来复兴高句丽。681年，宝藏王被流放剑南道，682年去世，再由宝藏王的三子高德武担任安东都督。698年因契丹占据营州和大祚榮建立靺鞨国，安东都护府被废止并合并到安东都督府。705年，大祚榮接受招抚向唐朝进贡，再于幽州侨置安东都护府。安史之乱爆发后，安东都护府遂于761年废除。

## 区划
安东都护府九都督府；初置42州，史书记载其名有14州：

### 安东都护驻地迁移
- 平壤：668年—676年
- 遼城：676年—677年
- 新城：677年—699年（并入安东都督府）
- 幽州：705年—714年（名义上）
- 平州：714年—743年（名义上）
- 辽西故城：743年—761年（名义上）

### 军城
| 军州     | 现在地名                                                       | 备注                  |
| -------- | -------------------------------------------------------------- | --------------------- |
| 平壤城   | 朝鲜民主主义人民共和国平壤直辖市                               | 668年—676年都护府治   |
| 辽东城   | 辽宁省辽阳市文圣区                                             | 676年—677年都护府治   |
| 新城     | 辽宁省抚顺市顺城区高尔山城                                     | 677年—699年都护府治   |
| 泊汋城   | 辽宁省丹东市振安区九连城镇靉河尖古城（故安平城）               |                       |
| （幽州） | 北京市                                                         | 705年—714年都护府寄治 |
| （平州） | 河北省卢龙县                                                   | 714年—723年都护府寄治 |
| 保定军   | 辽宁省义县（新辽西城） 辽宁省北镇市闾阳镇（743年迁至故辽西城） | 723年之后都护府治     |
| 怀远军   | 辽宁省新民市高台子乡吉祥堡（故怀远城）                         | 743年置               |

### 都督府
| 都督府       | 州名              | 原地名                     | 现在地名                                                                          | 备注                 |
| ------------ | ----------------- | -------------------------- | --------------------------------------------------------------------------------- | -------------------- |
| 卫乐州都督府 | 衛樂州            | 高句丽平壤城               | 朝鲜民主主义人民共和国平壤直辖市                                                  | 九都督府之一         |
| 卫乐州都督府 | 本烈州            |                            | 朝鲜平安北道博川郡                                                                |                      |
| 居素州都督府 | 居素州            | 高句丽贞州                 | 朝鲜开城特别市平和里                                                              | 九都督府之一         |
| 去旦州都督府 | 去旦州            | 高句丽内米忽郡             | 朝鲜黄海南道海州市                                                                | 九都督府之一         |
| 舍利州都督府 | 舍利州            | 高句丽泊汋城               | 辽宁省丹东市振安区九连城镇叆河尖古城                                              | 九都督府之一         |
| 舍利州都督府 | 屋城州            | 高句丽乌骨郡               | 辽宁省凤城市凤凰山古城                                                            |                      |
| 辽城州都督府 | 遼城州            | 高句丽乌列忽郡             | 辽宁省辽阳市文圣区                                                                | 九都督府之一         |
| 辽城州都督府 | 磨米州            | 高句丽磨米郡               | 辽宁省本溪市石桥子镇边牛山城                                                      | 14州之一             |
| 辽城州都督府 | 黎山州            | 高句丽加尸达忽郡           | 辽宁省本溪满族自治县草河口镇李家堡子山城                                          | 14州之一             |
| 辽城州都督府 | 安市州            | 高句丽安十忽郡             | 辽宁省海城市八里镇英城子山城                                                      | 14州之一             |
| 新城州都督府 | 新城州            | 高句丽仇次忽郡             | 辽宁省抚顺市顺城区高尔山城                                                        | 九都督府之一         |
| 新城州都督府 | 南蘇州            | 高句丽南蘇郡               | 辽宁省铁岭县李千户乡摧阵堡山城                                                    | 14州之一             |
| 新城州都督府 | 延津州            | 高句丽延津城               | 辽宁省开原市马家寨镇柴河堡山城                                                    | 14州之一             |
| 新城州都督府 | 木底州            | 高句丽木底郡               | 辽宁省新宾县木奇镇柜子石山城                                                      | 14州之一             |
| 新城州都督府 | 蓋牟州            | 高句丽蓋牟郡               | 辽宁省抚顺市新抚区公园古城                                                        | 14州之一             |
| 哥勿州都督府 | 哥勿州            | 高句丽甘勿伊忽郡           | 吉林省柳河县罗通山镇罗通山城                                                      | 九都督府之一         |
| 哥勿州都督府 | 多伐州            | 高句丽多伐岳郡             | 吉林省通化市江东乡自安山城                                                        |                      |
| 哥勿州都督府 | 代那州            |                            | 吉林省集安市财源镇霸王朝山城                                                      | 又作大那州，14州之一 |
| 哥勿州都督府 | 国内州            | 高句丽国内州               | 吉林省集安市                                                                      |                      |
| 哥勿州都督府 | 諸北州            | 高句丽卒本郡               | 辽宁省桓仁满族自治县桓仁镇下古城子                                                | 14州之一             |
| 哥勿州都督府 | 倉巖州            | 高句丽倉巖城               | 辽宁省新宾县红庙乡四道沟村黑沟山城                                                | 14州之一             |
| 建安州都督府 | 建安州            | 高句丽乃勿忽郡             | 辽宁省盖州市青石岭镇高丽城山城                                                    | 九都督府之一         |
| 建安州都督府 | 似城州            | 高句丽史忽郡               | 辽宁省庄河市城山镇沙河村城山古城                                                  |                      |
| 建安州都督府 | 卑沙州            | 高句丽卑沙郡               | 辽宁省大连市金州区大黑山城                                                        |                      |
| 建安州都督府 | 積利州            | 高句丽赤里忽郡             | 辽宁省瓦房店市得利寺镇崔家屯村                                                    | 14州之一             |
| 越喜州都督府 | 越喜州            | 高句丽越喜城               | 吉林省公主岭市秦家屯镇古城                                                        | 九都督府之一         |
| 越喜州都督府 | 扶余州            | 高句丽助利非西郡           | 吉林省吉林市龙潭区龙潭街道龙潭山城                                                |                      |
| 越喜州都督府 | 識利州            | 高句丽扶余城               | 吉林省磐石市宝山乡锅盔山城                                                        | 14州之一             |
| 越喜州都督府 | 拜漢州            |                            | 吉林省辽源市龙山区工农乡工农山城                                                  | 14州之一             |
| 越喜州都督府 | 拂涅州            | 高句丽拂涅城               | 吉林省四平市铁西区                                                                | 14州之一             |
| 乌蒙州都督府 | 乌蒙州            | 靺鞨拂涅部                 | 黑龙江省鸡西市                                                                    |                      |
| 东栅州都督府 | 东栅州            | 靺鞨挹娄部                 | 吉林省珲春市杨泡满族乡萨其山城                                                    |                      |
| 源头州都督府 | 源头州            | 秽貊                       | 朝鲜咸镜南道咸兴市                                                                |                      |
| 鸡林州都督府 | 鸡林州            | 新罗金城                   | 大韩民国庆尚北道庆州市                                                            | 即新罗国             |
|              | 带方州            | 百济发罗郡 勿阿兮郡 月奈郡 | 韩国全罗南道罗州市西15里（竹军县、故豆肹县） 韩国全罗南道玉亭里（至留县，知留城） | 即原百济国           |
| 熊津州都督府 | 熊津州 （嵎夷县） | 百济所夫里郡（泗沘城）     | 韩国忠清南道扶餘郡                                                                | 即原百济国           |
| 熊津州都督府 | 加林州            | 百济加林郡                 | 韩国忠清南道扶餘郡林川面                                                          | 即原百济国           |
| 熊津州都督府 | 支浔州 （己汶县） | 百济马尸山郡               | 韩国忠清南道禮山郡德山面                                                          | 即原百济国           |
| 熊津州都督府 | 风达州 （支浔县） | 百济风达郡（任存城）       | 韩国忠清南道禮山郡大興面                                                          | 即原百济国           |
| 东明州都督府 | 东明州 （熊津县） | 百济仇次忽郡（熊津城）     | 韩国忠清南道公州市                                                                | 即原百济国           |
| 东明州都督府 | 雨述州            | 百济雨述郡                 | 韩国大田广域市                                                                    | 即原百济国           |
| 东明州都督府 | 进礼州            | 百济进乃乙郡               | 韩国忠清南道锦山郡                                                                | 即原百济国           |
| 东明州都督府 | 含资州            | 百济一牟山郡               | 韩国忠清北道清州市上黨區文義面                                                    | 即原百济国           |
| 马韩州都督府 | 马韩州            | 百济金马渚郡               | 韩国全羅北道益山市                                                                | 即原百济国           |
| 马韩州都督府 | 唐山州            | 百济完山郡                 | 韩国全羅北道全州市                                                                | 即原百济国           |
| 马韩州都督府 | 沙泮州 （牟支县） | 百济武尸伊郡               | 韩国全羅南道靈光郡                                                                | 即原百济国           |
| 马韩州都督府 | 古四州 （平倭县） | 百济沙夫里郡（古沙夫村）   | 韩国全羅北道茁浦东北10里                                                          | 即原百济国           |
| 马韩州都督府 | 辟城州 （辟城县） | 百济碧骨郡                 | 韩国全羅北道金堤市                                                                | 即原百济国           |
| 马韩州都督府 | 鲁山州 （鲁山县） | 百济甘勿阿县               | 韩国全羅北道益山市咸羅面                                                          | 即原百济国           |
| 德安州都督府 | 德安州            | 百济古龙郡                 | 韩国全羅南道南原市                                                                | 即原百济国           |
| 德安州都督府 | 沙平州            | 百济歃平郡                 | 韩国全羅南道顺天市                                                                | 即原百济国           |
| 德安州都督府 | 分嵯州 （分嵯县） | 百济分沙郡（波知城）       | 韩国全羅南道宝城郡筏橋邑                                                          | 即原百济国           |
| 金连州都督府 | 金连州            | 百济武珍州（奴只城）       | 韩国光州廣域市                                                                    | 即原百济国           |
| 金连州都督府 | 发罗州            | 百济发罗郡                 | 韩国全羅南道罗州市                                                                | 即原百济国           |
| 忽汗州都督府 | 忽汗州            | 震国东牟山城               | 吉林省敦化市贤儒镇城山子古城                                                      | 即渤海国             |

## 安东都护
| 官衔                                 | 姓名     | 在位时间    | 生卒年      |
| ------------------------------------ | -------- | ----------- | ----------- |
| 检校安東都護                         | 魏哲     | 668年—669年 | 616年—669年 |
| 检校安東都護                         | 薛仁貴   | 669年—670年 | 614年—683年 |
| 守安東都護                           | 弥姐某   | 670年—671年 | —           |
| 安東都護                             | 屈突诠   | 671年—672年 | 622年—690年 |
| 遼東州行军总管、安東都護             | 高侃     | 672年—676年 | —           |
| 安東都護                             | 屈突诠   | 680年—682年 | 622年—690年 |
| 安東都护                             | 裴玄     | ？—696年    | —           |
| 幽州都督兼安東都督                   | 狄仁杰   | 698年       | 630年—700年 |
| 检校幽州都督兼安東都督               | 张仁亶   | 698年—？    | ？—714年    |
| 检校幽、营等州都督兼安东都护         | 唐休璟   | 704年—705年 | 627年—712年 |
| 幽州都督兼安东都护                   | 薛訥     | ？—710年    | 649年—720年 |
| 幽州都督兼安东都护                   | 裴怀古   | 712年       | 638年—712年 |
| 检校幽州都督兼安东都护               | 孙俭     | 712年       | ？—712年    |
| 安东都护                             | 单思敬   | 713年—？    | —           |
| 安东都护                             | 许钦凑   | 714年—？    | —           |
| 安东都护                             | 许钦澹   | 714年—？    | —           |
| 检校幽州都督兼安东都护               | 张说     | ？—719年    | 667年—730年 |
| 安东都护                             | 薛泰     | 720年—725年 | —           |
| 平卢军节度大使遥领安东都护，玄宗之子 | 颍王李璬 | 727年—729年 | 718年—783年 |
| 安东都护                             | 臧怀亮   | 727年—？    | —           |
| 安东都护                             | 裴旻     | 733年—？    | —           |
| 安东副大都护                         | 贾循     | 742年—755年 | ？—755年    |
| 安东副都护                           | 夫蒙灵詧 | ？—756年    | —           |
| 安东都护                             | 王玄志   | 756年—758年 | ？—758年    |
| 平卢节度使兼安东都护                 | 侯希逸   | 758年—761年 | ？—781年    |
| 安东都护，宝藏王之子                 | 高连     | —           | —           |
| 安东都护，宝藏王之孙                 | 高震     | ？—773年    | 701年—773年 |

### 高句丽末代王孙安东都护高震
献书待制杨憼撰“唐开府仪同三司工部尚书特进右金吾卫大将军安东都护郯国公上柱国高公墓志序”有云：
大历八年夏五月廿有七日，右金吾卫大将军安东都护公毙于洛阳教业里之私第，春秋七十三。前年四月十二日，郯国夫人真定侯氏先毙于博陵郡，……礼也。公讳震，字某渤海人。祖藏，开府仪同三司工部尚书朝鲜郡王柳城郡开国公；祢讳连，云麾将军、右豹韬大将军安东都护。公迺扶余贵种，辰韩令族，怀化启土，继代称王，嗣为国宾，食邑千室。”